# Adam Landman

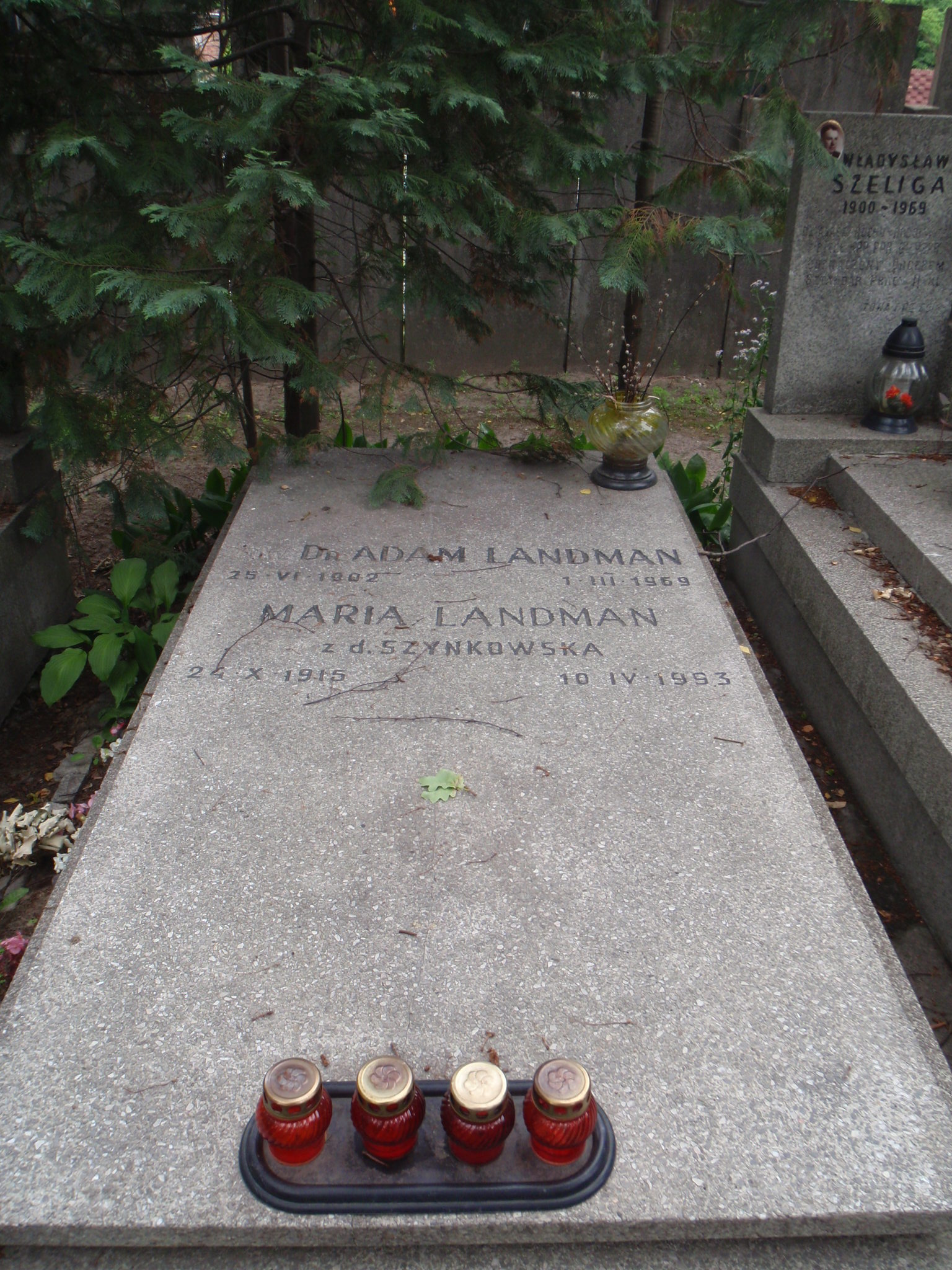
Grób Adama Landmana na Cmentarzu Wojskowym na Powązkach w Warszawie

Adam Landman (ur. 25 czerwca 1902, zm. 1 marca 1969 w Warszawie) – polski filozof, tłumacz i znawca klasycznej filozofii niemieckiego idealizmu (przetłumaczył m.in. korpus dzieł G.W.F. Hegla). Przed 1939 rokiem osadzony w obozie w Berezie Kartuskiej. Po II wojnie światowej członek Polskiej Zjednoczonej Partii Robotniczej. Pochowany na Cmentarzu Wojskowym na Powązkach w Warszawie (kwatera D 6 rz. 5 m. 20).

## Tłumaczenia
- Ludwig Feuerbach, O istocie chrześcijaństwa (PWN, Biblioteka Klasyków Filozofii, Warszawa 1959;
- Georg Wilhelm Friedrich Hegel, Fenomenologia ducha (PWN, Biblioteka Klasyków Filozofii, Warszawa 1963);
- Georg Wilhelm Friedrich Hegel, Nauka logiki (PWN, Biblioteka Klasyków Filozofii, Warszawa 1967);
- Georg Wilhelm Friedrich Hegel, Wykłady o estetyce (razem z Januszem Grabowskim; PWN, Biblioteka Klasyków Filozofii, Warszawa 1964);
- Georg Wilhelm Friedrich Hegel, Wykłady z filozofii dziejów (razem z Januszem Grabowskim; PWN, Biblioteka Klasyków Filozofii, Warszawa 1958);
- Georg Wilhelm Friedrich Hegel, Zasady filozofii prawa (PWN, Biblioteka Klasyków Filozofii, Warszawa 1969);
- Immanuel Kant, Co to jest Oświecenie? (w: Tadeusz Kroński, Kant, Wydawnictwo „Wiedza Powszechna”, Warszawa 1966, oraz w: Immanuel Kant, Przypuszczalny początek ludzkiej historii i inne pisma historiozoficzne, Wydawnictwo Comer, Toruń 1995);
- Immanuel Kant, Krytyka władzy sądzenia (przegląd przekładu; tłum. Jerzy Gałecki; PWN, Biblioteka Klasyków Filozofii, Warszawa 1964).